# Henk de Looper (hokej na travi)
Hendrik Christiaan (Henk) de Looper (Hilversum, Nizozemska, 26. prosinca 1912. – Hilversum, Nizozemska, 2. siječnja 2006.) je bivši nizozemski hokejaš na travi.  
Osvojio je srebrno odličje na hokejaškom turniru na Olimpijskim igrama 1936. u Berlinu. Te godine je igrao za Hilversumsche Mixed Hockey Club.
Stariji je brat hokejaškog reprezentativca Jan de Loopera koji je sudjelovao na istim igrama.

## Vanjske poveznice
- Profil na Sports Reference.com  Arhivirana inačica izvorne stranice od 14. prosinca 2012. (Wayback Machine)